# Dorfkirche Perwenitz

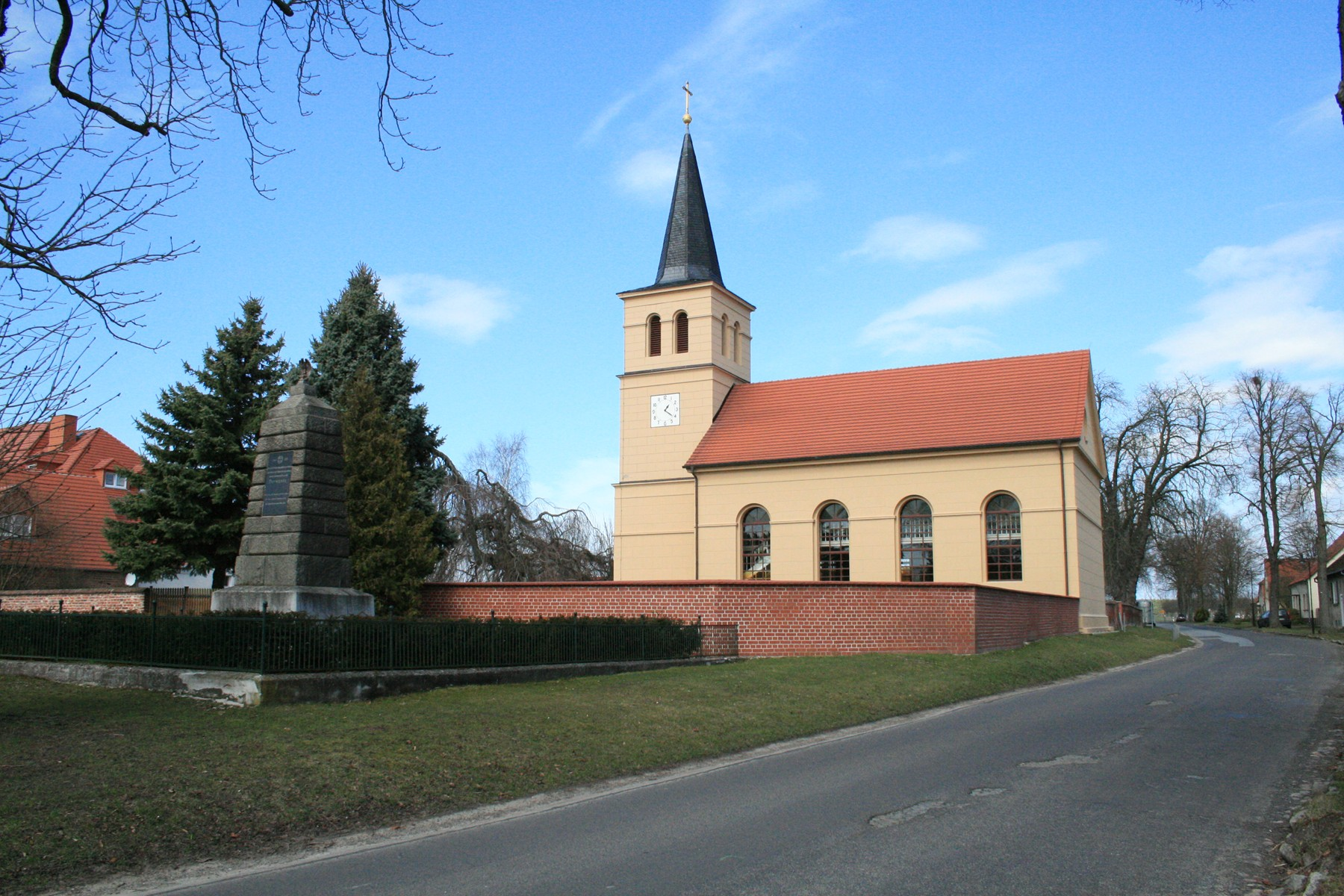
Dorfkirche Perwenitz

Die evangelische Dorfkirche Perwenitz ist eine Saalkirche in Perwenitz, einem Ortsteil der Gemeinde Schönwalde-Glien im brandenburgischen Landkreis Havelland. Die Kirchengemeinde gehört der evangelischen Kirchengemeinde Ländchen Glien im Kirchenkreis Nauen-Rathenow der Evangelischen Kirche Berlin-Brandenburg-schlesische Oberlausitz an. Das Gebäude steht unter Denkmalschutz.

## Baubeschreibung
Die Dorfkirche steht im Ortskern von Perwenitz westlich der Perwenitzer Dorfstraße. Es handelt sich um einen Saalbau aus dem Zeitraum von 1838 bis 1840, der verputzt ist und einen quadratischen Westturm mit spitzem Helm aufweist. Der Bau folgte einem Vorgängerbau, der 1834 abgebrannt war. Die Architektur folgt dem Rundbogenstil der Schinkelschule. Das Langhaus verfügt über große Rundbogenfenster und die Wandflächen sind mit einer zarten Putzquaderung versehen. Das Innere überspannt eine flache Balkendecke mit Kassettenfeldern, die ursprünglich bemalt waren. Den Innenraum umgibt eine dreiseitige, hölzerne Empore. Die Ausstattung, zu der auch ein Altartisch und eine Kanzel gehört, ist schlicht und stammt aus der Bauzeit. Die Orgel wurde 1841 von Gottlieb Heise gebaut und ist eines seiner wenigen Werke, die nahezu unverändert geblieben sind. Sie steht gesondert unter Denkmalschutz.